# Via delle Burella
Via delle Burella è una strada del centro storico di Firenze, che va da via dell'Isola delle Stinche (angolo via Torta) a via dell'Acqua

## Storia

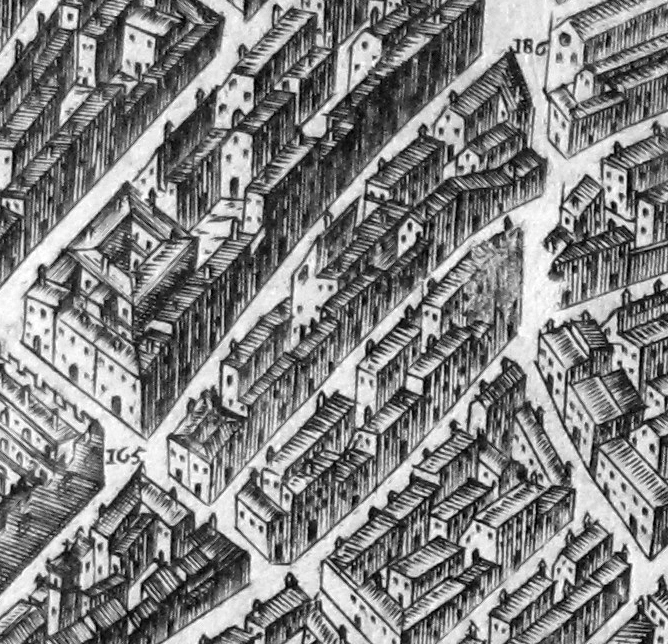
Via delle Burella nella pianta del Buonsignori (1594)

La denominazione è antica, attestata dall'XI secolo, e, tenendo presente come il termine "burella" derivi dal latino burius (buio), da porre in relazione alla vicinanza con i sotterranei del vicino anfiteatro romano (il cui perimetro è attualmente segnato da piazza de' Peruzzi, via de' Bentaccordi e via Torta), nel corso del tempo utilizzati come cantine, carceri e postriboli. 
Dante ad esempio usò il termine "burella" per indicare un cunicolo stretto e tenebroso, di "mal suolo e di lume disagi" prima di "riveder le stelle" (Inf. XXXIV, 98). Le burella vennero sovrastate dalla case medievale, e utilizzate come cantine, prigioni (non a caso in questa zona sorgerà poi il carcere delle Stinche) e lupanari (con alcuni antichi nomi di strade della zona che sembrano alludere alla prostituzione, come via delle Serve smarrite o via Vergognosa). In una facezia del pievano Arlotto si nomina una prostituta che esercitava proprio in via delle Burella. 
La strada tuttavia non è poi stata sempre un chiasso buio e malfamato, sorgendovi anche alcuni palazzi e possedimenti di monasteri.

## Descrizione
La strada, essendo assolutamente secondaria ai fini della viabilità cittadina, ha carattere appartato, con scarsissimo passaggio anche pedonale. La carreggiata conserva un notevole lastrico alla rinfusa ed è per alcuni tratti priva di marciapiedi laterali. 

### Edifici
| Immagine | N°      | Nome                              | Descrizione |
| -------- | ------- | --------------------------------- | --- |
|          | s.n.    | Palazzo Gondi de Prat             | Il grande edificio, che costeggia via dell'Anguillara e ha l'ingresso principale su via Torta, è evidentemente frutto di accorpamenti di varie case, e di numerosi rimaneggiamenti, benché l'attuale carattere possa dirsi seicentesco. La piacevole loggetta neoclassica che si sporge come una prua tra via Torta e via delle Burella è frutto invece di un intervento dovuto all'architetto Giuseppe Martelli, databile al 1840 circa. Attualmente l'edificio, acquistato nel 1991 dall'Ente Nazionale Previdenza e Assistenza ai Dipendenti Statali (ENPAS), divenuto poi sede della direzione regionale dell'Istituto Nazionale di Previdenza per i Dipendenti della Amministrazione Pubblica (INPDAP), è nelle disponibilità dell'Istituto Nazionale della Previdenza Sociale (INPS). |
|          | 2       | Casa della Badia Fiorentina       | L'edificio si imposta sull'angolo tra la strada e la piazzetta di San Simone: di quattro piani per tre assi dal lato di via delle Burella non mostra elementi architettonici d'interesse per l'estrema semplicità dell'insieme. Tuttavia si distingue per la presenza dal lato dell'unico asse di via dell'Isola delle Stinche di un piccolo scudo con le insegne della chiesa della Badia Fiorentina (di rosso a tre pali d'argento), a documentare una proprietà - a un certo momento della storia dell'edificio - da parte del monastero, ovvero, vista la sua localizzazione, da parte della chiesa dei Santi Simone e Giuda, fondata dai monaci della Badia e da questa dipendente. |
|          | 6r      | Rimesse                           | Due ampi portali dovevano appartenere a rimesse per carrozze, di cui compare uno stemma trinciato a due leopardi, e che si ritrova, analogo per forma sia dello stemma che del portale, anche su via della Vigna Vecchia 7 rosso. Doveva trattarsi di una comoda entrata e uscita per carrozze diq qualche palazzo della zona, essendo molto più facile per questo tipo di vetture procedere solo verso una direzione, piuttosto che venire girate. |
|          | 4       | Casa de' Benci                    | Si tratta di un notevole edificio trecentesco a pietre squadrate e filaretto con, sulla via, il portone e tre ampi fornici. Evidentemente ampliato nel Quattrocento, presentava all'ultimo piano una vasta loggia aperta su due lati, successivamente tamponata e intonacata a finta pietra, risparmiando le colonne, ancora ben visibili. Insieme ad altre case vicine appartenne ai Libri, dai quali pervenne, ai primi del Cinquecento, ai Benci, che lungamente ne rimasero proprietari. In basso sono alcuni ferri da cavallo ad anello, presumibilmente risalenti al restauro che deve aver interessato la proprietà nei primi decenni del Novecento. |
|          | 6       | Casa de' Benci                    | Si tratta di un edificio trecentesco che, al primo piano, sembra svilupparsi senza soluzione di continuità rispetto alla casa de' Benci attigua. In questo caso il paramento in pietra ricorre solo nella parte più bassa dell'edificio (con ampie integrazioni in pietra artificiale), probabilmente interessato da un restauro nei primi decenni del Novecento. |
|          | 8-10    | Casa delle monache di Montedomini | La casa è stata fino al Cinquecento un'antica proprietà del distrutto monastero fuori della Porta a San Gallo delle monache di Montedomini. "La facciata è antica, ma completamente intonacata. Molto alta, era presumibilmente un'antica torre" (Palazzi 1972). Vi si vede anche uno scudo di forme barocche dell'ordine francescano, al quale appartenevano le monache di Montedomini. |
|          | 12      | Torre                             | Sull'edificio si leggono evidenti resti di una torre trecentesca che, sebbene in parte a indicare la sola originaria cantonata, si sviluppano fino all'attuale terzo piano. L'edificio è unito al palazzo Libri. |
|          | 1       | Casa delle monache di Chiarito    | La casa (annessa al n. 9r) è stata un'antica proprietà del monastero femminile di Santa Maria Regina Coeli, detto il Chiarito, che si trovava in via San Gallo. Architettonicamente non presenta elementi di rilievo. La porta è comunque cinquecentesca, con stipiti quadrati di pietra, sormontati da un serraglio quadrato con grata incrociata. |
|          | 3       | Casa Galilei                      | L'edificio, con una facciata dal disegno sufficientemente anonimo, presenta al limitare della stessa uno scudo includente un compasso appoggiato a un abaco fra tre stelle. Non è riconducibile a nessuna arma nota, tanto meno a quella dei Galilei (che furono proprietari di questa casa) segnata da una scala. Bargellini e Guarnieri ipotizzano che questo inconsueto stemma sia stato escogitato da qualche discendente della famiglia, in onore di Galileo Galilei o per la propria attività personale di matematico; ormai leggibile sono in qualche lettera è l'iscrizione sui bordi, in greco. Così Marcello Jacorossi: "La facciata ha, nel suo insieme, i caratteri del XIV secolo, ma è stata alterata con la riduzione a forma rettangolare delle antiche finestre centinate. Sussistono le cornici di ricorso dei due piani e la porta rettangolare, con architrave sostenuto da mensole. Insieme con un'altra casa corrispondente in via dell'Anguillara appartenne lungamente ai Galilei. Nel XVI secolo pervenne ai Bellotti". |
|          | 14      | Palazzo Libri                     | Si tratta di un bel palazzo cinquecentesco, di forme grandiose e di disegno e misura ancora memori della tradizione quattrocentesca. Presenta al piano terreno cinque finestre inginocchiate e un portone alzato rispetto al piano stradale di tre gradini, soluzione decisamente inconsueta per l'architettura fiorentina, e che si ripropone identica nel secondo affaccio del palazzo (di pari dignità) su via della Vigna Vecchia 7. |
|          | s.n.    | Palazzo Covoni delle Burella      | Il grande e severo edificio, di origine trecentesca e con ingresso attuale da via della Vigna Vecchia 9, conserva la memoria dei fornici del piano terreno e, al primo piano, l'originario filaretto. Sui fronti si susseguono i segni dei molti interventi successivi (soprelevazioni, rimodellazione degli archi, e via dicendo), di modo che i prospetti risultano oggi decisamente frammentati, lasciando qualche perplessità sul criterio seguito nel corso dell'intervento. Come osservato in alcuni altri casi, il restauro sembra offrire infatti un'utile lettura a chi è interessato a ricercare le matrici medioevali dell'edificio, ma per il resto appare ben poco rispettoso del palazzo se lo si vuole intendere nei termini di una struttura organica. |
|          | 17r-19r | Palazzo di Baldaccio d'Anghiari   | Il palazzo apparteneva in antico ai Riccialbani che, nel 1498, lo vendettero ai Pepi. Un'altra ricostruzione lo evidenziava come donato dal Comune di Firenze nel 1435 a Baldaccio d'Anghiari conte dell'Anguillara, capitano di ventura. Passato comunque per molte proprietà, pur avendo avuto origine tra Duecento e Trecento, si presenta attualmente nelle forme assunte a seguito di un rimaneggiamento cinquecentesco, almeno per quanto concerne il fronte principale su via dell'Anguillara. Gli interni sono viceversa segnalati dalla letteratura per le belle decorazioni riferibili al Settecento. |